# Torre La Marseillaise
La Torre La Marseillaise chiamata anche semplicemente La Marseillaise è un grattacielo situato a Marsiglia sul Quais d'Arenc nel distretto di Arenc. La struttura fa parte del progetto di riqualificazione urbano Euroméditerranée. Il grattacielo è alto 135 metri ed è stato progettato da Jean Nouvel.

## Descrizione

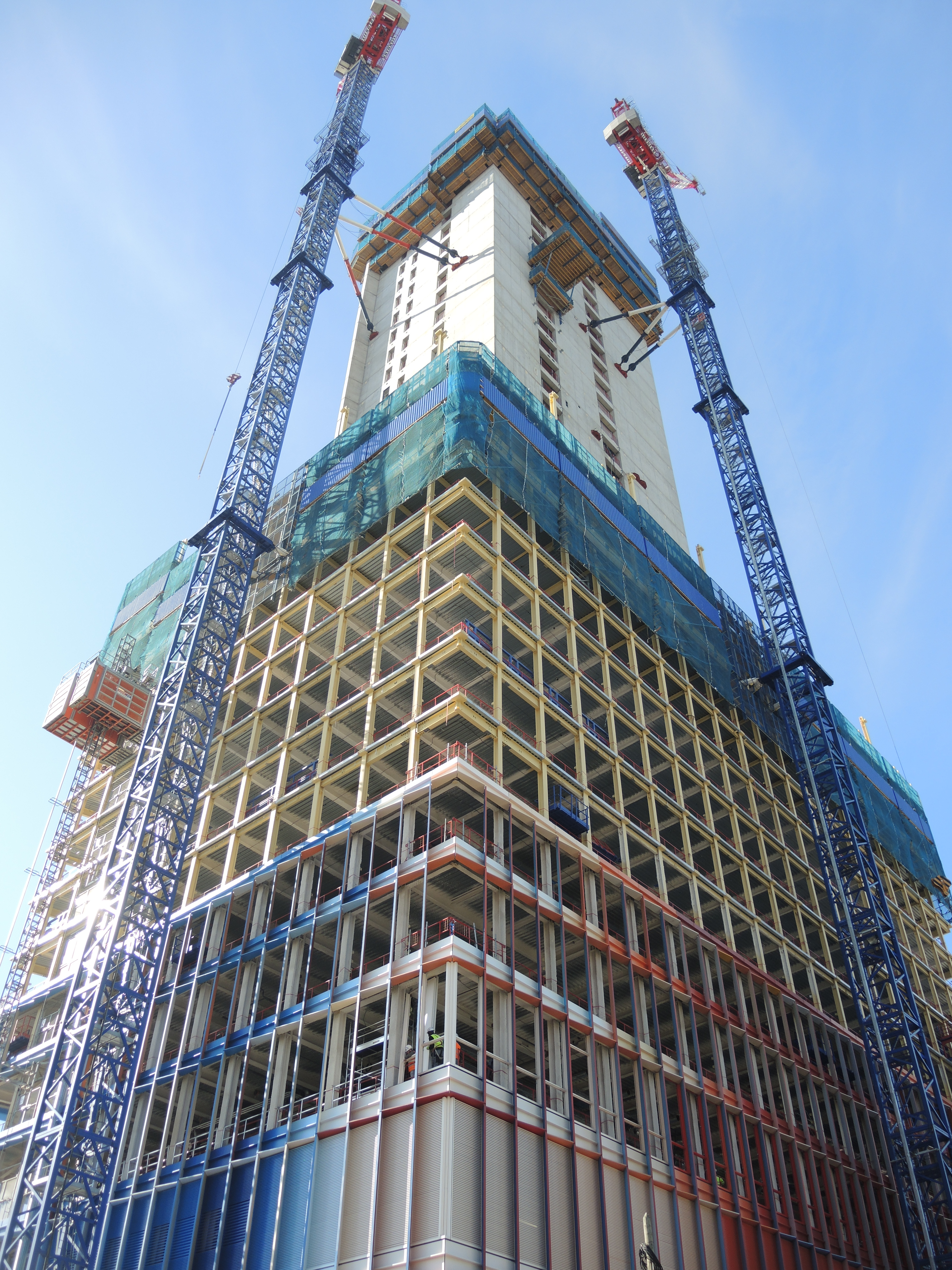
La torre in costruzione nel marzo 2017

L'edificio ha 31 piani di cui 27 occupati interamente da uffici. Ogni piano offre 1.350 m² di spazio. Nell'edificio c'è anche un ristorante aziendale, un asilo nido e al piano superiore una sala eventi con giardino pensile, lo Sky Center.
La posa della prima pietra è avvenuta il 17 dicembre 2014, ma in seguito il cantiere è stato chiuso per più di un anno. La costruzione vera e propria ha avuto luogo dal 2016 al 2018. Nell'ottobre 2018, l'edificio è stato inaugurato.
Nouvel diede all'edificio il nome dell'inno nazionale francese, ma enfatizzò il legame con Marsiglia. Caratteristica dell'edificio è la facciata colorata con diverse tonalità in blu, bianco e rosso. Il blu, il bianco e il rosso usati non sarebbero un omaggio al tricolore francese, ma i colori di Marsiglia.